# كسر بينيت
كسر بينيت هو كسر في قاعدة عظم المشط الأول الذي يمتد إلى المفصل الرسغي السنعي، وهو أشيع أنواع كسور الإبهام، ويكون مصحوبًا دائمًا بدرجة معينة من خلع جزئي أو خلع صريح للمفصل الرسغي.

## العلامات والأعراض
أعراض كسر بينيت بشكل أساسي هي عدم استقرار المفصل الرسغي السنعي، مع ألم وضعف في القبضة. تشمل العلامات المميزة الألم والتورم والكدمات حول قاعدة الإبهام والبرزة الراحية، خاصة فوق المفصل الرسغي السنعي. يوضح الفحص البدني عدم استقرار هذا المفصل. يعاني المريض غالبًا من ضعف في القدرة على الإمساك بالأشياء أو أداء مهام معينة مثل ربط الأحذية وتمزيق قطعة من الورق. تشمل الأعراض الأخرى الألم الشديد الذي يحدث عند إمساك جسم ما بالإبهام، مثل عند الوصول إلى جيب البنطال.

### المضاعفات
تعتمد العديد من الأنشطة المهمة في الحياة اليومية على القدرة على الإمساك والقرص ومواجهة الإبهام. في الواقع، تشكل وظيفة الإبهام حوالي 50% من إجمالي وظيفة اليد. تعتمد هذه القدرات بدورها على مفصل رسغي سنعي سليم ووظيفي. يسمح هذا المفصل للإبهام بنطاق واسع من الحركة مع الحفاظ على الثبات للإمساك والقَرص.
ولذلك لن يؤدي الفشل في التعرف على كسر بينيت ومعالجته بشكل صحيح إلى مفصل رسغي سنعي غير مستقر ومؤلّم ومُلتهب مع نطاق حركة متضائل فقط، بل سيؤدي أيضًا إلى نقص في وظيفة اليد بشكل كبير.
في حالة كسر بينيت، يظل الجزء المشطي القريب مرتبطًا بالرباط المائل الأمامي، والذي يرتبط بدوره بحديبة العظم المربعي للمفصل الرسغي السنعي. يضمن هذا الارتباط بقاء الجزء القريب في موضعه التشريحي الصحيح.
تتشكل غالبية السطح المفصلي للمفصل الرسغي السنعي البعيد من عظم المشط الأول. على عكس الجزء القريب، تميل الأربطة القوية وأوتار العضلات في اليد إلى سحب الجزء البعيد من موضعه التشريحي الصحيح.
بشكل محدد أكثر:
- يخلع توتر العضلة الطويلة المبعدة لإبهام اليد (APL) جزء من المفصل في الاتجاه الظهري والشعاعي والقريب.
- يبسط توتر العضلة الطويلة المبعدة لإبهام اليد جزء من المفصل.
- يزيح توتر العضلة المقربة لإبهام اليد رأس المشط باتجاه راحة اليد

غالبًا ما يؤدي توتر العضلة المقربة لإبهام اليد والعضلة المبعدة لإبهام اليد إلى إزاحة شظايا الكسر، حتى عندما تكون شظايا الكسر في موضعها التشريحي المناسب في البداية. بسبب الميزات الميكانيكية الحيوية المذكورة أعلاه، تتطلب كسور بينيت دائمًا نوعًا من التدخل لضمان الشفاء في الوضع التشريحي الصحيح واستعادة الوظيفة المناسبة للمفصل الرسغي السنعي.

## العلاج
تظهر هذه الكسور بشكل خفي أو حتى غير منطقي في الصور الشعاعية، لكنها قد تسبب خللًا وظيفيًا حادًا وطويل الأمد في اليد إذا تركت دون علاج. عندما وصف بينيت هذا النوع من الكسور في عام 1882 شدد في نصّه الأصلي على الحاجة إلى التشخيص والعلاج المبكر من أجل منع فقدان وظيفة المفصل الرسغي السنعي، وهو أمر بالغ الأهمية للوظيفة العامة لليد.
- في معظم الحالات الصغيرة لكسر بينيت، قد يكون هناك فقط كسور قلعية صغيرة، وعدم استقرار بسيط نسبيًا في المفصل، وحد أدنى من خلع جزئي للمفصل الرسغي السنعي (أقل من 1 مم). في مثل هذه الحالات، قد يكون التخفيض المغلق المتبوع بالتثبيت في قالب الإبهام والتصوير الشعاعي التسلسلي كل المطلوب للعلاج الفعال.[3]
- بالنسبة لكسور بينيت التي يحدث فيها إزاحة عند المفصل المربعي السنعي ما بين 1 مم و3 مم غالبًا ما يكون التخفيض المغلق والتثبيت عن طريق الجلد (CRPP) بأسلاك كيرشنر كافيًا لضمان نتيجة وظيفية مُرضية. لا تُستخدم الأسلاك لربط شظايا الكسر معًا، بل لربط المشط الأول أو الثاني إلى العظم المربع.
- بالنسبة لكسور بينيت التي تكون الإزاحة فيها أكثر من 3 مم في المفصل المربعي السنعي، يوصى عادةً بالرد المفتوح والتثبيت الداخلي (ORIF).

بغض النظر عن النهج المستخدم (غير جراحي، أو التثبيت عن طريق الجلد، أو الرد المفتوح والتثبيت الداخلي)، من الضروري التثبيت في الجبس أو جبيرة الإبهام لمدة أربعة إلى ستة أسابيع.